# Britta fra Bakken
Britta fra Bakken er en stumfilm instrueret af Vilhelm Glückstadt.